# Chipping Sodbury Town F.C.
Chipping Sodbury Town F.C. là một câu lạc bộ bóng đá đến từ Chipping Sodbury, Anh.

## Lịch sử
Câu lạc bộ được thành lập năm 1885. Sau khi về đích ở vị trí thứ 3 tại Gloucestershire County League Premier Division năm 2015, câu lạc bộ được thăng hạng Western League, nằm ở Cấp độ 10 trong Hệ thống các giải bóng đá ở Anh